# Eduard Fiala

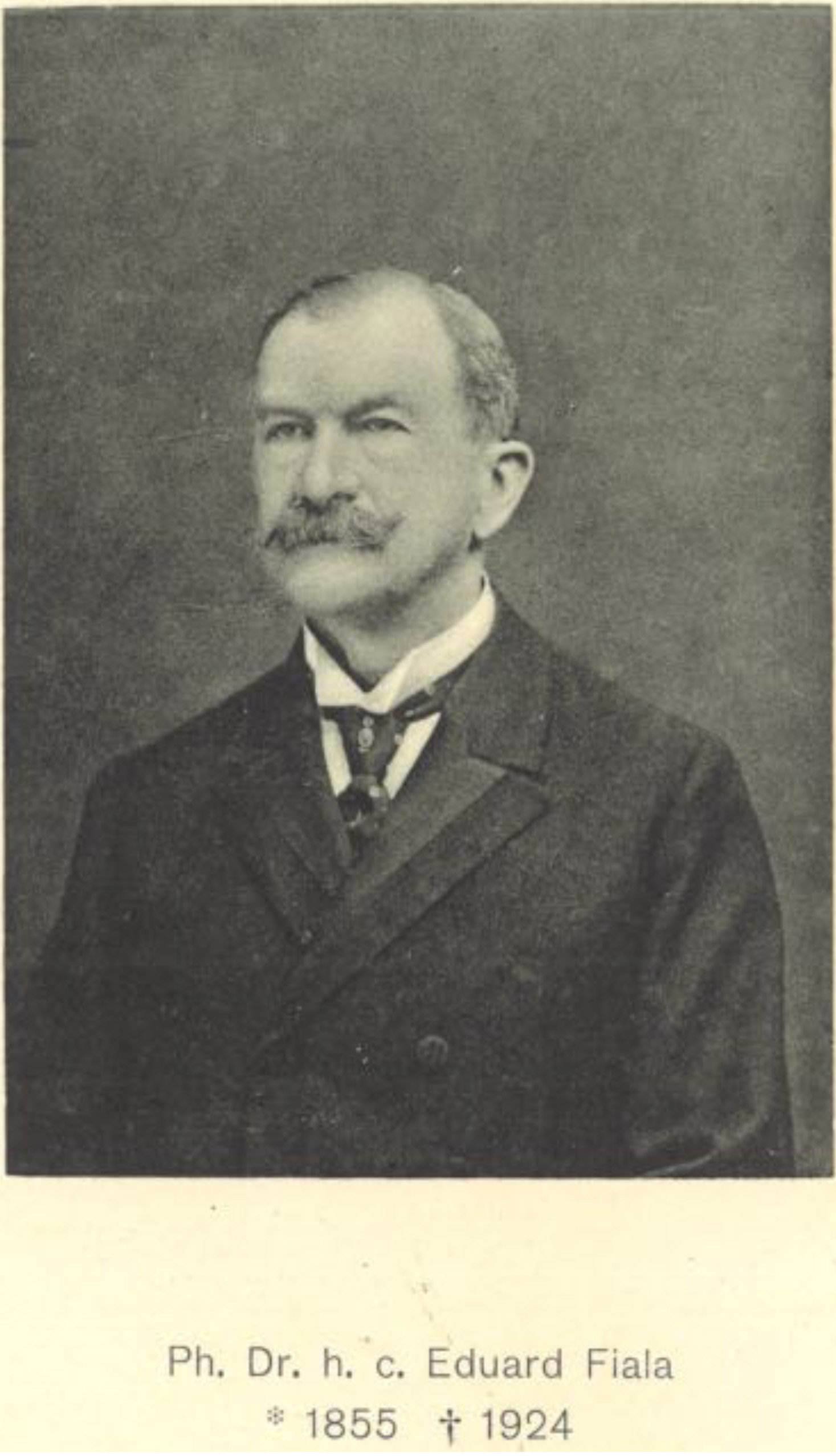
Eduard Fiala

Eduard Fiala (* 9. April 1855 in Prag, Kaisertum Österreich; † 7. Oktober 1924 ebenda) war ein böhmischer und tschechoslowakischer Bauingenieur, Geschäftsmann, Landschaftsarchitekt, Numismatiker, Kunstsammler und Kurator am Nationalmuseum in Prag.

## Leben
Eduard Fiala wurde in die Familie des Landschaftsarchitekten Josef Fiala und seiner Frau Terezie geboren. Sein Onkel und Pate Eduard Fiala sen. war ebenfalls im Gartenbau tätig. Er absolvierte das Gymnasium und studierte Bauwesen an der Tschechischen Technischen Universität in Prag.
In der Praxis verband er den Beruf des Baumeisters und Bauunternehmers mit der Gestaltung von Parks, Gärten und deren Pflanzen. So beschäftigte er sich etwa mit dem Schlossgarten in Libochowitz.
Darüber hinaus galt sein berufliches Interesse der Numismatik, sowohl den Münzen als auch den Medaillen. Von 1899 bis 1901 bereiste er Europa. Im Jahre 1898 machte ihn Herzog Ernst August von Cumberland, der Chef des 1866 von den Preußen aus Hannover vertriebenen Welfenhauses, der im österreichischen Gmunden seinen Exil-Wohnsitz genommen hatte, zum Betreuer seiner Münzsammlung und stattete ihn mit erheblichen Ankaufsmitteln aus. Zwischen 1904 und 1917 veröffentlichte Fiala einen achtbändigen Katalog der „Welfensammlung“.
Außerdem organisierte er die privaten numismatischen Sammlungen von Prinz Ernst zu Windisch-Grätz und Großfürst Georgi Michailowitsch Romanow in Sankt Petersburg. In Prag und Wien stellte er eine numismatische Sammlung der Grafen Schlik zusammen. Er beschäftigte sich auch mit Münzmeistern und -bediensteten der Prager Münze sowie der Prägung von Goldmünzen in der Prager Münze im 16. und 17. Jahrhundert. Die Kataloge dieser Sammlungen veröffentlichte er in gedruckter Form, zunächst auf Deutsch, später parallel dazu auch in tschechischer Sprache.
Sein Interesse an der numismatischen Sammlung führte ihn an das Nationalmuseum in Prag, wo er eine Sammlung von Münzen von Max Donebauer und anderen für die Ausstellung katalogisierte und aufbereitete.
1919 gründete er die Tschechoslowakische Numismatische Gesellschaft mit Sitz in Prag und ihre Zeitschrift Věstník Čs. numismatické společnosti, zu der er auch seine Artikel und redaktionelle Arbeit beisteuerte.
Eduard Fialas Sammlungen böhmischer, mittelalterlicher und orientalischer Münzen umfassten etwa 20.000 Stück; Erstere hatte wegen ihrer Vollständigkeit große Bedeutung. Ferner hinterließ er eine umfangreiche Bibliothek.

## Familienleben
Am 26. Mai 1879 heiratete er in der Kirche St. Peter in Prag Marie Peterková. Sie besaßen das Haus Nr. 1166 / II in der Straße Půtova im Petrská-Viertel in der Prager Neustadt. Aus der Ehe gingen der Sohn Kamil Fiala (* 1880), ein späterer Marinearzt auf Schiffen des Triester Lloyd, und die Tochter Viléma (* 1884) hervor.

## Ausgewählte Publikationen

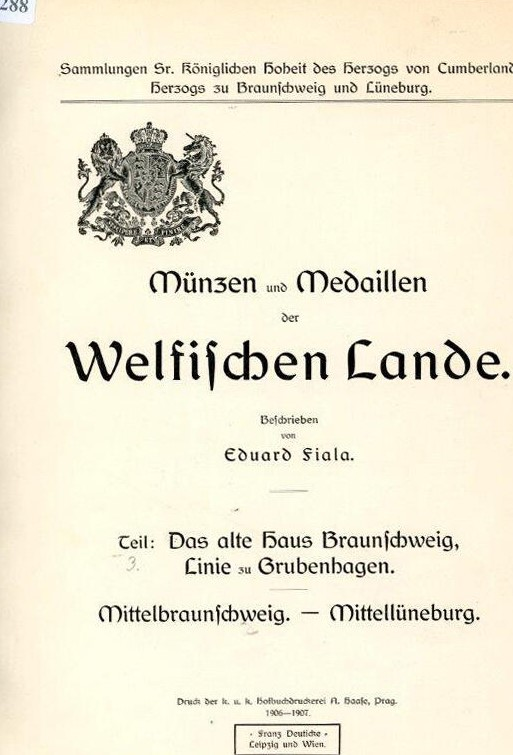
Das alte Haus Braunschweig (1906/1907)

- Beschreibung der Sammlung böhmischer Münzen und Medaillen des Max Donebauer. Wien 1888–1890 (Nachdruck, Graz, 1970)
- Das Münzwesen der Grafen Schlick. Wien 1890
- Die Goldprägung der Prager Münzstätte im 16. und 17. Jahrhundert. Wien 1899
- České denáry (Tschechische Denare). Prag 1895
- Münzen und Medaillen der Welfischen Lande. 8 Bände, Verlag Franz Deuticke, Leipzig und Wien 1904–1917
- Antonio Abondio, keroplastik a medajlér ve službě císařů a králů Maximiliana II. a Rudolfa II. (Antonio Abondio, Wachsbildner und Medailleur im Dienste der Kaiser und Könige Maximilian II. und Rudolf II.). Eigenverlag, Prag 1909
- Peníze početní (Numerisches Geld). Eigenverlag, Prag 1921
- Stručný přehled českého mincovnictví (Ein kurzer Überblick über die tschechische Münzprägung). Prag 1923
- Als Autor bzw. Co-Autor steuerte er unter dem Kürzel Faa fünf Einträge zu Ottos Konversationslexikon bei: Händel, Harder, Hema, Ješek und Kandler.